# Bassir
 (mars 2012).
Si vous disposez d'ouvrages ou d'articles de référence ou si vous connaissez des sites web de qualité traitant du thème abordé ici, merci de compléter l'article en donnant les références utiles à sa vérifiabilité et en les liant à la section « Notes et références ».
Bassir est un village de Syrie essentiellement peuplé de chrétiens. Il se situe dans le Hauran, à 630 mètres d'altitude et à 51 kilomètres au sud de Damas. Bassir est bordé à l'est par Lejah, au sud par Khabab, à l'ouest par Al-Sanamayn et au nord par Jebab et il est situé au milieu de l'axe de trois villes principales de cette partie méridionale de la Syrie : Damas, Deraa et Soueïda.

## Histoire
Bassir vient du mot « pethera » qui signifie en grec « haut » ou « élevé », car le village se trouve dans une région montagneuse.
Bassir a été construit comme une base militaire par les forces romaines, afin d'appuyer les régiments dispersés dans la région adjacente. Cette région est un secteur rocheux, consistant en des pierres de volcan et de lave. Bassir était aussi une étape de repos pour les caravanes qui voyageaient entre Babylone et la Palestine.

## Population
Le nombre d’habitants de Bassir s’élève à environ 3 000 à l’intérieur de la ville même. Les habitants de Bassir sont chrétiens de l'Église grecque-catholique melkite dits en arabe « Roum (الروم) » ce qui signifie « les Romains ». Des villages comme Khabab, Tebneh, Mesmiyeh, etc. se trouvant dans les environs de Bassir sont également de confession chrétienne de l'Église grecque-catholique melkite.